# シビル・サンダーソン

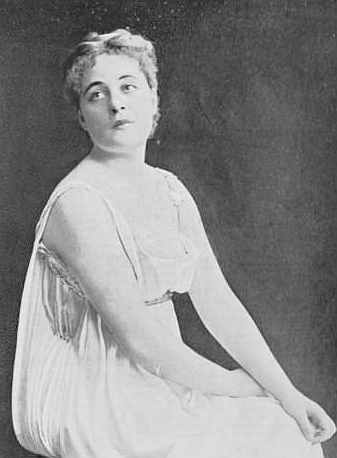
シビル・サンダーソン

シビル・サンダーソン（英語: Sibyl Sanderson、1864年12月7日 – 1903年5月16日）は、ベル・エポック期におけるアメリカ合衆国の有名なドラマティック・コロラトゥーラ・ソプラノ歌手である。

## 生涯
彼女はアメリカ合衆国カリフォルニア州サクラメントに生まれた。シビルの父サイラス・サンダーソンはカリフォルニアの政治家、弁護士で、カリフォルニア州最高裁判所長官を務めた後、サザン・パシフィック鉄道の高額の報酬を得る法律顧問となった。1886年に父が他界すると、シビルは母親、姉妹と共にパリに戻り、社交界に身を置くようになった。サンダーソンは並外れた歌手としての才能を発揮し、パリのオペラ＝コミック座、後にパリ・オペラ座の舞台に立つようになり、ジュール・マスネの作品で特によく知られている。彼女はマスネのお気に入りのソプラノ歌手で、彼女の類まれな才能が認められて、彼のオペラの初演に数多く出演した（プロデビューはパリで『エスクラルモンド』のタイトルロール）。彼女はまた、マスネの不朽の傑作オペラ・コミック作品である『マノン』の有名な解釈者でもあった。
サンダーソンはカミーユ・サン＝サーンスからも称賛され、サン＝サーンスは彼女のためにオペラ・コミック『フリネ』を作曲した。パリ以外での成功はサンダーソンにとって簡単なものではなかったが、コヴェント・ガーデン王立歌劇場やメトロポリタン歌劇場にも出演した。1895年1月16日に『マノン』の主役でデビュー、1901年 12月31日に『ロメオとジュリエット』のジュリエット役で最後の公演を行った。しかし、評価は芳しいものではなかった。

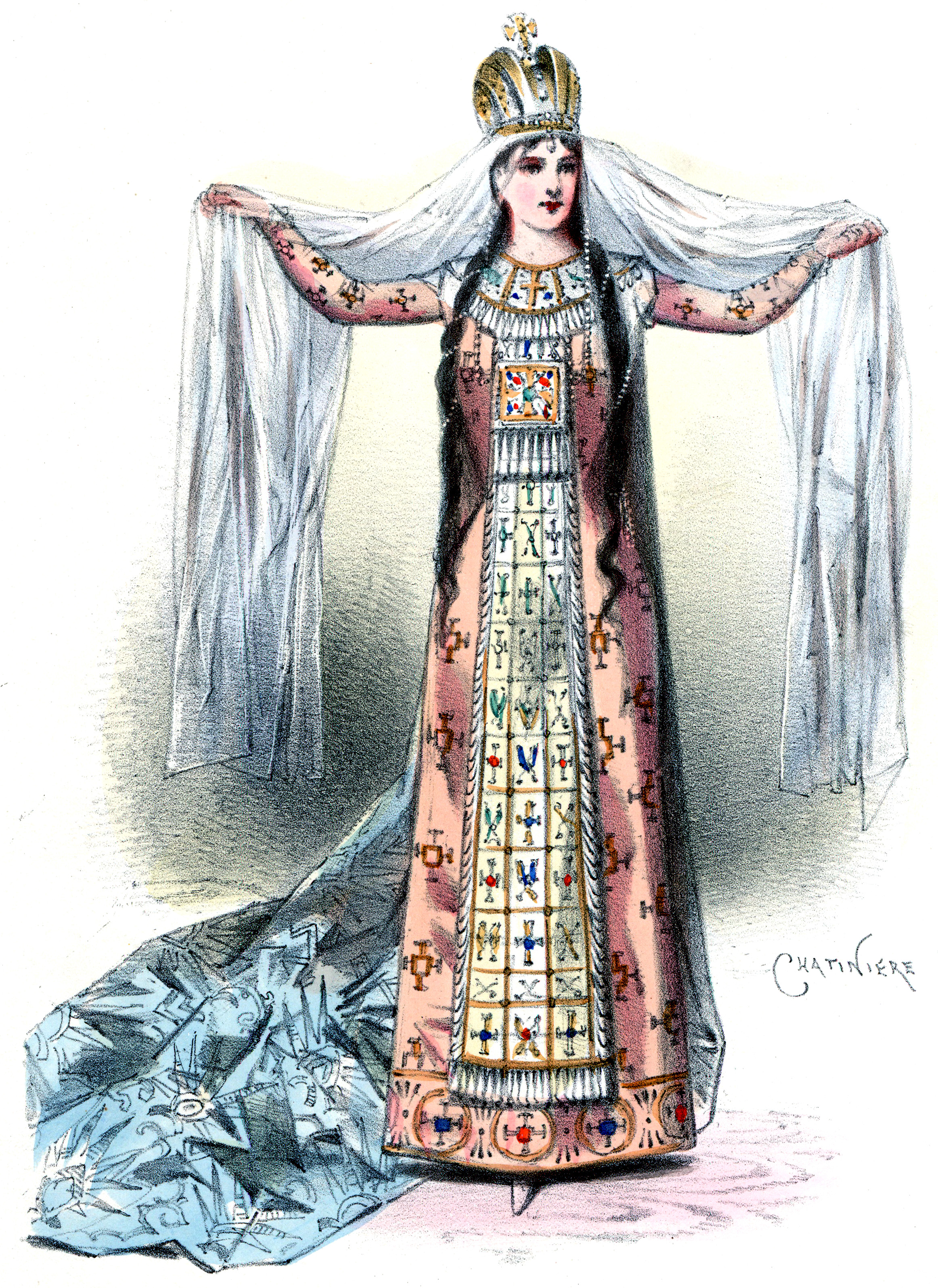
、『エスクラルモンド』を演じるサンダーソン

1897年 、彼女はキューバ人の大富豪で砂糖産業の相続人であったアントニオ・E・テリー（1899年没）と結婚したが、その後は一時的にオペラ活動を休止し、2年後に復帰を果たしたが、成功しなかった。
晩年は鬱病、アルコール依存症、そして病気に悩まされ、38歳でパリにて悪性インフルエンザ（肺炎）のため亡くなった。
サンダーソンはフランスのレパートリーで有名になったもう一人のソプラノ歌手、メアリー・ガーデンのキャリアをスタートさせるのに役立った。
『オックスフォードオペラ大事典』によれば「彼女はパリでジョヴァンニ・スブリッリャとマチルデ・マルケージに師事し、1888年オランダのハーグでマノン役にてデビューした。マスネは彼女を称賛し、彼女の活動を助けた。美貌と劇的な才能、印象的な声、（3点ト音までとどき、「エッフェル塔のト音」のニックネームがついた）にも関わらず、マスネのように〈卓抜な才能〉と評価する人はほとんどいなかった」と言う。
『歌劇大事典』によれば「1889年５月14日、『エスクラルモンド』でオペラ＝コミック座にデビューした彼女をマスネは絶賛して、パリ、ブリュッセル、サンクト・ペテルブルクにて短期間に100回もその作品に出演させた。この結果、マスネは彼女を自分の歌劇の理想的な歌手と目するようになった。－中略－マスネは手記の中で彼女のことを〈理想的な〉マノン、〈忘れがたい〉タイスと書いている」ということである。

## サンダーソンのために創作された役
- 1889年5月14日、マスネ作曲『エスクラルモンド（英語版）』のタイトルロール
- 1893年5月24日、サン＝サーンス作曲『フリネ（英語版）』のタイトルロール
- 1894年3月16日、マスネ作曲『タイス』のタイトルロール